# Milionia pendleburyi
Milionia pendleburyi är en fjärilsart som beskrevs av Louis Beethoven Prout 1932. Milionia pendleburyi ingår i släktet Milionia och familjen mätare. Inga underarter finns listade i Catalogue of Life.